# Coral Lírico de Minas Gerais
O Coral Lírico de Minas Gerais é um coro existente em Belo Horizonte, em Minas Gerais. É um dos corpos artísticos mantidos pela Fundação Clóvis Salgado e está sediado no Palácio das Artes. Atualmente sob regência de Lara Tanaka, interpreta diversos gêneros musicais incluindo repertório a capella, motetos, óperas, oratórios e concertos sinfônico-corais. Dependendo do repertório, o coral atua com solistas convidados e ao lado da Orquestra Sinfônica de Minas Gerais, Cia. de Dança Palácio das Artes e da Orquestra Filarmônica de Minas Gerais.

## História
Criado em 1971 com o nome Coral Lírico do Palácio das Artes, o coro se apresentou pela primeira vez sob regência do maestro Marum Alexander na inauguração do Grande Teatro do Palácio das Artes. Porém, somente em 19 de abril de 1979 o grupo foi oficialmente fundado com o nome Coral Lírico de Minas Gerais.
Durante sua trajetória teve como regentes os maestros Luiz Aguiar, Marcos Thadeu, Carlos Alberto Pinto Fonseca, Ângela Pinto Coelho, Eliane Fajioli, Silvio Viegas, Charles Roussin, Afrânio Lacerda, Márcio Miranda Pontes, Lincoln Andrade e Lara Tanaka (atual regente titular).
Em 2000 o coral recebeu o troféu Pró-Música (melhor da música em MG). Em 2001 apresentou, juntamente com a Orquestra Sinfônica do Estado de São Paulo e com o Coro da Osesp, o Réquiem de Verdi em memoráveis concertos na Sala São Paulo e na cidade de Campinas. Em 2004, junto com a Orquestra Sinfônica de Minas Gerais, gravou o CD Ofício de Trevas, registro profissional da obra do padre e compositor mineiro José Maria Xavier (1819-1887). Em 2005, dentro da série da Música Coral, o coro alcançou enorme sucesso com apresentações a capella no Grande Teatro do Palácio das Artes e desde 2006 o grupo se apresenta em cidades do interior de Minas Gerais com o intuito de contribuir para a democratização do acesso de diversos públicos ao canto coral, promovendo apresentações gratuitas ou a preços populares.
Em fevereiro de 2015 o coral esteve presente na histórica inauguração da Sala Minas Gerais com a apresentação da Sinfonia nº 2 de Mahler, atuando ao lado do Coro da Osesp e da Orquestra Filarmônica de Minas Gerais.
Sua atual regente é Lara Tanaka.